# Велоспорт на Всеафриканских играх 1965
Велоспорт на Всеафриканских играх 1965.

## Обзор
Соревнования прошли в июле 1965 года в Браззавиле, столице Республики Конго. Программа Игр включала только дисциплины шоссейного велоспорта — групповую гонку, командную групповую гонку и командную гонку с раздельным стартом. Было разыграно три комплекта медалей. Все среди мужчин.
Всего медали завоевали представители четырёх стран. Хозяева Игр остались без наград в велоспорте.

## Медалисты

### Шоссе

#### Мужчины
| Дисциплина                           | Золото                                                     | Серебро          | Бронза                       |
| ------------------------------------ | ---------------------------------------------------------- | ---------------- | ---------------------------- |
| Групповая гонка                      | Ахмед Джеллиль Алжир                                       | Тахар Зааф Алжир | Соло Разафинариво Мадагаскар |
| Командная групповая гонка            | Мадагаскар                                                 | Камерун          | Алжир                        |
| Командная гонка с раздельным стартом | Алжир Тахар Зааф Маджид Хамза Хосин Чибане Белькасем Уашек | Мадагаскар 0     | Сенегал 0                    |

## Медальный зачёт
*   Принимающая страна (Республика Конго)
| Место          | Страна         | Золото | Серебро | Бронза | Всего |
| -------------- | -------------- | ------ | ------- | ------ | ----- |
| 1              | Алжир          | 2      | 1       | 1      | 4     |
| 2              | Мадагаскар     | 1      | 1       | 1      | 3     |
| 3              | Камерун        | 0      | 1       | 0      | 1     |
| 4              | Сенегал        | 0      | 0       | 1      | 1     |
| Всего стран: 4 | Всего стран: 4 | 3      | 3       | 3      | 9     |